# Ministero della difesa nazionale (Polonia)
Il Ministero della difesa nazionale (in polacco: Ministerstwo Obrony Narodowej) è il dicastero del Governo della Polonia responsabile della difesa e delle Forze armate polacche. L'attuale capo del Ministero della difesa è dal 2023 Władysław Kosiniak-Kamysz.